# آرتور وی جانسون
آرتور وی جانسون (انگلیسی: Arthur V. Johnson؛ ۲ فوریهٔ ۱۸۷۶ – ۱۷ ژانویهٔ ۱۹۱۶) یک هنرپیشه، و کارگردان اهل ایالات متحده آمریکا بود.

## گزیده فیلمشناسی
از فیلم‌ها یا برنامه‌های تلویزیونی که وی در آن نقش داشته‌است می‌توان به آثار زیر اشاره کرد.
- آوای وحش (۱۹۰۸)
- ماجراهای دالی (۱۹۰۸)
- رام کردن زن سرکش (فیلم ۱۹۰۸) (۱۹۰۸)
- دختر و یاغی (۱۹۰۸)
- دختر قرمز (۱۹۰۸)
- شیطان (فیلم ۱۹۰۸) (۱۹۰۸)
- قربانی (فیلم ۱۹۰۹) (۱۹۰۹)
- ادگار آلن پو (فیلم) (۱۹۰۹)
- رستاخیز (فیلم ۱۹۰۹) (۱۹۰۹)
- پای چوبی (۱۹۰۹)
- فریب (فیلم ۱۹۰۹) (۱۹۰۹)
- در کالیفرنیای قدیم (فیلم ۱۹۱۰) (۱۹۱۰)
- دو برادر (۱۹۱۰)